# Контил
Контил (болг. Контил) — село в Болгарии. Находится в Кырджалийской области, входит в общину Джебел. Население составляет 36 человек.

## Политическая ситуация
В местном кметстве Контил, в состав которого входит Контил, должность кмета (старосты) исполняет Бейсим Дауд Алиосман (Движение за права и свободы (ДПС)) по результатам выборов правления кметства.
Кмет (мэр) общины Джебел — Бахри Реджеб Юмер (Движение за права и свободы (ДПС)) по результатам выборов в правление общины.